# Tragocephala nigroapicalis
Tragocephala nigroapicalis là một loài bọ cánh cứng trong họ Cerambycidae.